# Aloe craibii
Aloe craibii là một loài thực vật có hoa trong họ Măng tây. Loài này được Gideon F.Sm. mô tả khoa học đầu tiên năm 2003.